# 리처드 해밀턴 (예술가)
리처드 윌리엄 해밀턴 CH(영어: Richard William Hamilton, 1922년 2월 24일 ~ 2011년 9월 13일)은 영국의 화가이자 콜라주 예술가이다. 그의 1955년 전시회 《맨, 머신 앤드 모션》(Man, Machine and Motion)과 인디펜던트 그룹의 전시회 《이것이 미래다》(This Is Tomorrow)를 위해 제작한 1956년 콜라주 《오늘의 가정을 그토록 색다르고 멋지게 만드는 것은 무엇인가?》는 비평가들과 역사가들에게 초창기 팝 아트 작품으로 여겨진다. 1968년 발표된 비틀즈의 The Beatles의 표지를 제작한 것으로도 알려져 있다. 그의 작품에 대한 회고전이 2014년 5월까지 테이트 모던에서 열렸다.
테이트 갤러리가 그의 경력에 걸친 광범위한 콜렉션을 보유하고 있다. 1996년 빈터투어 미술관(Kunstmuseum Winterthur)이 해밀턴이 제작한 상당한 양의 판화를 기증받았으며, 가장 많은 해밀턴의 판화를 보관하는 미술관이 되었다.

## 관련 서적
- Lucy R. Lippard, Pop Art, London, Thames and Hudson, 1985
- Richard Hamilton, Collected Words 1953-1982, New York, Thames and Hudson, 1983
- David Robbins (ed.), The Independent Group: Postwar Britain and the Aesthetics of Plenty, MIT Press, 1990
- Richard Hamilton (exhibition catalogue), London, Tate Gallery, 1992
- Etienne Lullin, Richard Hamilton, Stephen Coppel (eds.), Richard Hamilton: Prints and Multiples 1939-2002, Richter, 2004
- John Richardson, Richard Cork, Richard Hamilton, Hamilton, Dickinson, 2006
- Hal Foster and Alex Bacon (eds.), Richard Hamilton, London, The MIT Press, 2010
- Fanny Singer, Immaculate Conception: Richard Hamilton's digital prints, Cambridge University Ph.D dissertation, 2013